# Zentralamerikanische Spiele 2013/Handball
Bei den 10. Zentralamerikanischen Spielen 2013 fanden zum dritten Mal nach 2001 und 2010 Handballwettbewerbe für Nationalmannschaften der Männer und Frauen im Rahmen der Zentralamerikaspiele statt. Gespielt wurde jeweils in einem einfachen Jeder-gegen-jeden-Turnier. Sieger in San José, Costa Rica, wurden die nicaraguanische Männer-Handballnationalmannschaft und die costa-ricanische Frauen-Handballnationalmannschaft.

## Männer
| Pl. | Land        | Sp. | S | U | N | Tore      | Diff. | Punkte |
| --- | ----------- | --- | - | - | - | --------- | ----- | ------ |
| 1.  | Nicaragua   | 4   | 3 | 0 | 1 | 0128:1230 | +5    | 6      |
| 2.  | Guatemala   | 4   | 3 | 0 | 1 | 0135:1080 | +27   | 6      |
| 3.  | Costa Rica  | 4   | 2 | 1 | 1 | 098:1030  | −5    | 5      |
| 4.  | Honduras    | 4   | 1 | 0 | 3 | 0100:1070 | −7    | 2      |
| 5.  | El Salvador | 4   | 0 | 1 | 3 | 0110:1360 | −26   | 1      |

Anmk.: Bei Punktgleichheit entschied der direkte Vergleich, dann das Torverhältnis.
|  | El Salvador | 28:36 | Nicaragua | BN Arena, Ciudad de Deportivo de Hatillo |
|  |             |       |           | BN Arena, Ciudad de Deportivo de Hatillo |
|  |             |       |           | BN Arena, Ciudad de Deportivo de Hatillo |

|  | Costa Rica | 24:19 | Honduras | BN Arena, Ciudad de Deportivo de Hatillo |
|  |            |       |          | BN Arena, Ciudad de Deportivo de Hatillo |
|  |            |       |          | BN Arena, Ciudad de Deportivo de Hatillo |

|  | Guatemala | 32:22 | Honduras | BN Arena, Ciudad de Deportivo de Hatillo |
|  |           |       |          | BN Arena, Ciudad de Deportivo de Hatillo |
|  |           |       |          | BN Arena, Ciudad de Deportivo de Hatillo |

|  | Costa Rica | 29:24 | Nicaragua | BN Arena, Ciudad de Deportivo de Hatillo |
|  |            |       |           | BN Arena, Ciudad de Deportivo de Hatillo |
|  |            |       |           | BN Arena, Ciudad de Deportivo de Hatillo |

|  | Guatemala | 36:38 | Nicaragua | BN Arena, Ciudad de Deportivo de Hatillo |
|  |           |       |           | BN Arena, Ciudad de Deportivo de Hatillo |
|  |           |       |           | BN Arena, Ciudad de Deportivo de Hatillo |

|  | Costa Rica | 29:29 | El Salvador | BN Arena, Ciudad de Deportivo de Hatillo |
|  |            |       |             | BN Arena, Ciudad de Deportivo de Hatillo |
|  |            |       |             | BN Arena, Ciudad de Deportivo de Hatillo |

|  | Nicaragua | 30:29 | Honduras | BN Arena, Ciudad de Deportivo de Hatillo |
|  |           |       |          | BN Arena, Ciudad de Deportivo de Hatillo |
|  |           |       |          | BN Arena, Ciudad de Deportivo de Hatillo |

|  | Guatemala | 41:32 | El Salvador | BN Arena, Ciudad de Deportivo de Hatillo |
|  |           |       |             | BN Arena, Ciudad de Deportivo de Hatillo |
|  |           |       |             | BN Arena, Ciudad de Deportivo de Hatillo |

|  | Honduras | 30:21 | El Salvador | BN Arena, Ciudad de Deportivo de Hatillo |
|  |          |       |             | BN Arena, Ciudad de Deportivo de Hatillo |
|  |          |       |             | BN Arena, Ciudad de Deportivo de Hatillo |

|  | Costa Rica | 16:26 | Guatemala | BN Arena, Ciudad de Deportivo de Hatillo |
|  |            |       |           | BN Arena, Ciudad de Deportivo de Hatillo |
|  |            |       |           | BN Arena, Ciudad de Deportivo de Hatillo |

## Frauen
| Pl. | Land        | Sp. | S | U | N | Tore      | Diff. | Punkte |
| --- | ----------- | --- | - | - | - | --------- | ----- | ------ |
| 1.  | Costa Rica  | 4   | 4 | 0 | 0 | 0115:800  | +35   | 8      |
| 2.  | Guatemala   | 4   | 3 | 0 | 1 | 0118:670  | +51   | 6      |
| 3.  | Nicaragua   | 4   | 2 | 0 | 2 | 0103:1180 | −15   | 4      |
| 4.  | El Salvador | 4   | 1 | 0 | 3 | 094:980   | −4    | 2      |
| 5.  | Honduras    | 4   | 0 | 0 | 4 | 070:1380  | −68   | 0      |

Anmk.: Bei Punktgleichheit entschied der direkte Vergleich, dann das Torverhältnis.
|  | Guatemala | 31:17 | Nicaragua | BN Arena, Ciudad de Deportivo de Hatillo |
|  |           |       |           | BN Arena, Ciudad de Deportivo de Hatillo |
|  |           |       |           | BN Arena, Ciudad de Deportivo de Hatillo |

|  | Costa Rica | 30:18 | Honduras | BN Arena, Ciudad de Deportivo de Hatillo |
|  |            |       |          | BN Arena, Ciudad de Deportivo de Hatillo |
|  |            |       |          | BN Arena, Ciudad de Deportivo de Hatillo |

|  | El Salvador | 27:13 | Honduras | BN Arena, Ciudad de Deportivo de Hatillo |
|  |             |       |          | BN Arena, Ciudad de Deportivo de Hatillo |
|  |             |       |          | BN Arena, Ciudad de Deportivo de Hatillo |

|  | Costa Rica | 33:21 | Nicaragua | BN Arena, Ciudad de Deportivo de Hatillo |
|  |            |       |           | BN Arena, Ciudad de Deportivo de Hatillo |
|  |            |       |           | BN Arena, Ciudad de Deportivo de Hatillo |

|  | Guatemala | 45:13 | Honduras | BN Arena, Ciudad de Deportivo de Hatillo |
|  |           |       |          | BN Arena, Ciudad de Deportivo de Hatillo |
|  |           |       |          | BN Arena, Ciudad de Deportivo de Hatillo |

|  | Costa Rica | 33:22 | El Salvador | BN Arena, Ciudad de Deportivo de Hatillo |
|  |            |       |             | BN Arena, Ciudad de Deportivo de Hatillo |
|  |            |       |             | BN Arena, Ciudad de Deportivo de Hatillo |

|  | Nicaragua | 36:26 | Honduras | BN Arena, Ciudad de Deportivo de Hatillo |
|  |           |       |          | BN Arena, Ciudad de Deportivo de Hatillo |
|  |           |       |          | BN Arena, Ciudad de Deportivo de Hatillo |

|  | Guatemala | 23:17 | El Salvador | BN Arena, Ciudad de Deportivo de Hatillo |
|  |           |       |             | BN Arena, Ciudad de Deportivo de Hatillo |
|  |           |       |             | BN Arena, Ciudad de Deportivo de Hatillo |

|  | Nicaragua | 29:28 | El Salvador | BN Arena, Ciudad de Deportivo de Hatillo |
|  |           |       |             | BN Arena, Ciudad de Deportivo de Hatillo |
|  |           |       |             | BN Arena, Ciudad de Deportivo de Hatillo |

|  | Costa Rica | 20:19 | Guatemala | BN Arena, Ciudad de Deportivo de Hatillo |
|  |            |       |           | BN Arena, Ciudad de Deportivo de Hatillo |
|  |            |       |           | BN Arena, Ciudad de Deportivo de Hatillo |